# Moroko
De moroko (Brycon falcatus) is een straalvinnige vissensoort uit de familie van de karperzalmen (Characidae). De wetenschappelijke naam van de soort is voor het eerst geldig gepubliceerd in 1844 door Müller & Troschel.
Deze bentopelagische vis komt in Zuid-Amerika voor, in de rivieren van Guyana, Suriname, Frans Guiana en de bekkens van de Amazone en de Orinoco. De lengte kan 37,0 cm bereiken en het gewicht 1 kg. 

## Consumptievis
In het Teles Pires-bekken in Brazilië is deze soort een van de meest gegeten vissoorten. Een studie naar een mogelijk te hoog kwikgehalte in 2018 gaf aan dat de vis veilig was om te eten. Ook in Suriname wordt de vis gegeten en maakt men zich vanwege de goudwinning in dat gebied zorgen over dit probleem. Bij een enquete bleek echter slechts <2% van de ondervraagden in het desbetreffende bosgebied de vis te eten.